# Umjetna vagina
Umjetna vagina (engl. fleshlight ili fleshjack) pomagalo je čija je svrha simulacija ženskog spolovila (vagine).
Može biti izrađena za medicinske ili istraživačke svrhe, za rasplod ili kao erotsko pomagalo za masturbaciju.

### Ostali projekti
|  | Zajednički poslužitelj ima još gradiva o temi Umjetna vagina |